# Тенгелин-Винге, Ханна Матильда
Ханна Матильда Винге урожд. Тенгелин (швед. Hanna Mathilda Winge-Tengelin, 4 декабря 1838, Гётеборг, Швеция — 9 марта 1896, Гётеборг, Швеция) — шведская художница, живописец и мастер по художественному текстилю.

## Биография
Ханна родилась в семье мастера по художественной ковке Юхана Тимофеуса Тенгелина и его супруги Анны Марии, урождённой Гультман. С 1859 г. обучалась в художественной мастерской Юхана Юлиуса Рингдаля. В 1864—1867 годах обучалась в Королевской академии искусств, где её наставником был профессор академии Йохан Боклунд. Она была в числе первых женщин-студентов академии, до 1864 г. в академию принимались исключительно мужчины. В 1867 году вышла замуж за художника Мортена Эскиля Винге. Обучалась в Германии и Италии.
В живописи направлением творчества Тенгелин-Винге была жанровая живопись, она написала несколько прекрасных сцен из шведского народного быта. Создала внушительную коллекцию акварельных и карандашных пейзажей шведской глубинки.
- «Плетение сетей», холст, масло, 1870
- «Интерьер с матерью и детьми», холст, масло, 1872

Помимо изобразительного искусства, Тенгелин-Винге внесла значительный вклад в шведский национальный текстильный дизайн. Она была дизайнером алтарных облачений, в том числе, созданных в 1882 году, для главного собора Шведской Лютеранской Церкви — Кафедрального собора Уппсалы.
В 1874 г. Тенгелин-Винге стала соосновательницей ассоциации «Друзья-Ремесленники» (Handarbetets vänner), где была художественным руководителем, и в течение многих лет ведущей силой. Организация ставила задачи по возрождению и поддержке национальных традиций в текстильных и других кустарных промыслах. Ассоциация была не только объединением ремесленников, но и так же женской организацией. Другими соосновательницами «Друзей-Ремесленников» были шведские активистки за права женщин Софи Адлерспарре и Молли Ротлиб.
Работы Ханны Матильды Тенгелин-Винге представлены в Национальном музее Швеции, в Музее северных стран, в музее Норрчёпинга и эстергётландском музее в Линчёпинге.